# Ehrenburg (Brodenbach)
Die Ehrenburg ist die Ruine einer Spornburg auf 230 m ü. NN in der Nähe von Brodenbach mit einer wechselvollen Geschichte. Sie wurde auf einem Felssporn im Ehrbachtal, einem Seitental der Mosel erbaut. Einst das befestigte Zentrum einer kleinen Reichsherrschaft mit Besitzungen zwischen Untermosel und Mittelrhein, ist sie heute ein Kulturdenkmal mit einer Vielzahl an Veranstaltungen.

## Geschichte
Der Ehrenberg war vermutlich schon in frühmittelalterlicher Zeit mit einer Flucht- und Verteidigungsanlage im Besitz der Trierer Kirche. Die ältesten, noch erhaltenen Teile der heutigen Ehrenburg – die Oberburg – sind Reste eines „festen Hauses“, eines rechteckigen Wohnturms. Die erste Hälfte des 12. Jahrhunderts wird als Beginn der Bauarbeiten für diese, zuerst noch kleine Stauferburg angenommen. 1161 erscheint die Burg namentlich erstmals als „Castrum Eremberch“ in einer Schlichtungsurkunde des Stauferkaisers Friedrich I. genannt Barbarossa. Dieses Dokument bestätigt den Verzicht seines jungen Halbbruders Pfalzgraf Konrad von Hohenstaufen auf Rechte an zwei Kirchen im Erzbistum Trier und die Teilnahme an der Stadtverwaltung von Trier. Die Gegenpartei, Hillin von Fallemanien, Erzbischof von Trier soll dem Pfalzgrafen zum Ausgleich dafür die, für die Sicherung des Moselübergangs zwischen Brodenbach und Hatzenport und des umliegenden Reichsgutes wichtige Ehrenburg, zum Unterlehen übertragen. Dieser komplizierte, für manchen Streit sorgende Rechtsanspruch, bestand bis zum Ende der Kurfürstentümer Pfalz und Trier Ende des 18. Jahrhunderts.
Die vermutlichen Erbauer der Burg, die Herren von Ehrenberg, Dienstmänner der Kölner und Trierer Kirche und der rheinischen Pfalzgrafen, urkunden als Zeugen erstmals 1189. Die Burg wird Sitz einer Ganerbschaft und ist als Besitztum über mehrere Generationen geteilt oder gedrittelt. Das Ehrenberger Wappen zeigte einen linksschrägen, goldenen Balken in einem blauen Feld. Seit Mitte des 13. Jahrhunderts wurde von einer zweiten, jüngeren Familie (Friedrich-Linie) der Schrägbalken von Kreuzchen, um 1480 auch von goldenen Lilien, begleitet.
1331 schlossen sich die reichsministerialen Besitzer der Burgen Waldeck, Schöneck, Eltz und Ehrenburg zu einem Bund zusammen. In der Eltzer Fehde kämpften sie gegen die Territorialpolitik des Trierer Kurfürsten Balduin von Luxemburg. Fünf Jahre später verpflichteten sich die Streiter in der Eltzer Sühne zum Frieden und mussten die Oberherrschaft von Kurtrier anerkennen.
1397 stand der letzte Ehrenberger mit dem Trierer Kurfürsten Werner von Falkenstein in Fehde und zerstörte in dessen Stadt Koblenz mehr als 200 Häuser. Im Gegenzug wurde die Burg von den Bürgern von Koblenz belagert, dabei wurde eine Kanone eingesetzt (zu dieser Zeit noch eine Seltenheit).   Ein Jahr später wurde in Erbfolge Johann von Schönberg mit Burg und Herrschaft belehnt, im Jahr 1426 Cuno von Pyrmont und von Ehrenberg, 1526 Philipp von Eltz, 1561 die Herren Quadt von Landskron und 1621 das Haus von Hoensbroech (Niederländisch: Van Hoensbroeck). Im Zuge des Dreißigjährigen Krieges besetzten die Spanier 1640 bis 1651 die Burg. 1668 ging die Ehrenburg in das Lehen der Freiherrn von Clodt über.
Am 1. November 1688 besetzten französische Soldaten unter Ludwig XIV. im Laufe des Pfälzischen Erbfolgekriegs die Burg und sprengten ein Jahr später am 30. April 1689 Teile der Burganlage; die Kapelle blieb gänzlich verschont und wurde erst im nächsten Jahrhundert aufgegeben. Dauerhafter Wohnsitz der Burgherren zu sein, war die Burg schon mit dem Aussterben der männlichen Ehrenberger Ende des 14. Jahrhunderts nicht mehr. Für die nachfolgenden Burgherren waren Burg und Herrschaft Ehrenberg nur ein Teil ihrer Lehen und ihres Besitzes. Der letzte reichsritterliche Burgherr, der Freiherr Benedikt von Clodt, Herr zu Landscron, Ehrenberg, Hennen, Grimberg, Meill und Thomberg lebte Ende des 18. Jahrhunderts als kurfürstlicher Gerichtspräsident sicher vorwiegend im Ehrenberger Hof am Münzplatz zu Koblenz.
1798 ging die Burg in den Besitz des Freiherrn vom Stein über, 1831 ging sie im Erbgang an das Haus von Kielmansegg und über das Geschlecht von der Groeben 1924 in den Besitz des Grafen von Kanitz (Schloss Cappenberg). Seit 1991 ist die Ehrenburg in Privatbesitz und wird seit 1993 durch den gemeinnützigen Freundeskreis der Ehrenburg e. V. aus privaten Mitteln erhalten und wiederaufgebaut.

Wappen der Besitzer und Lehensträger der Ehrenburg in chronologischer Listung
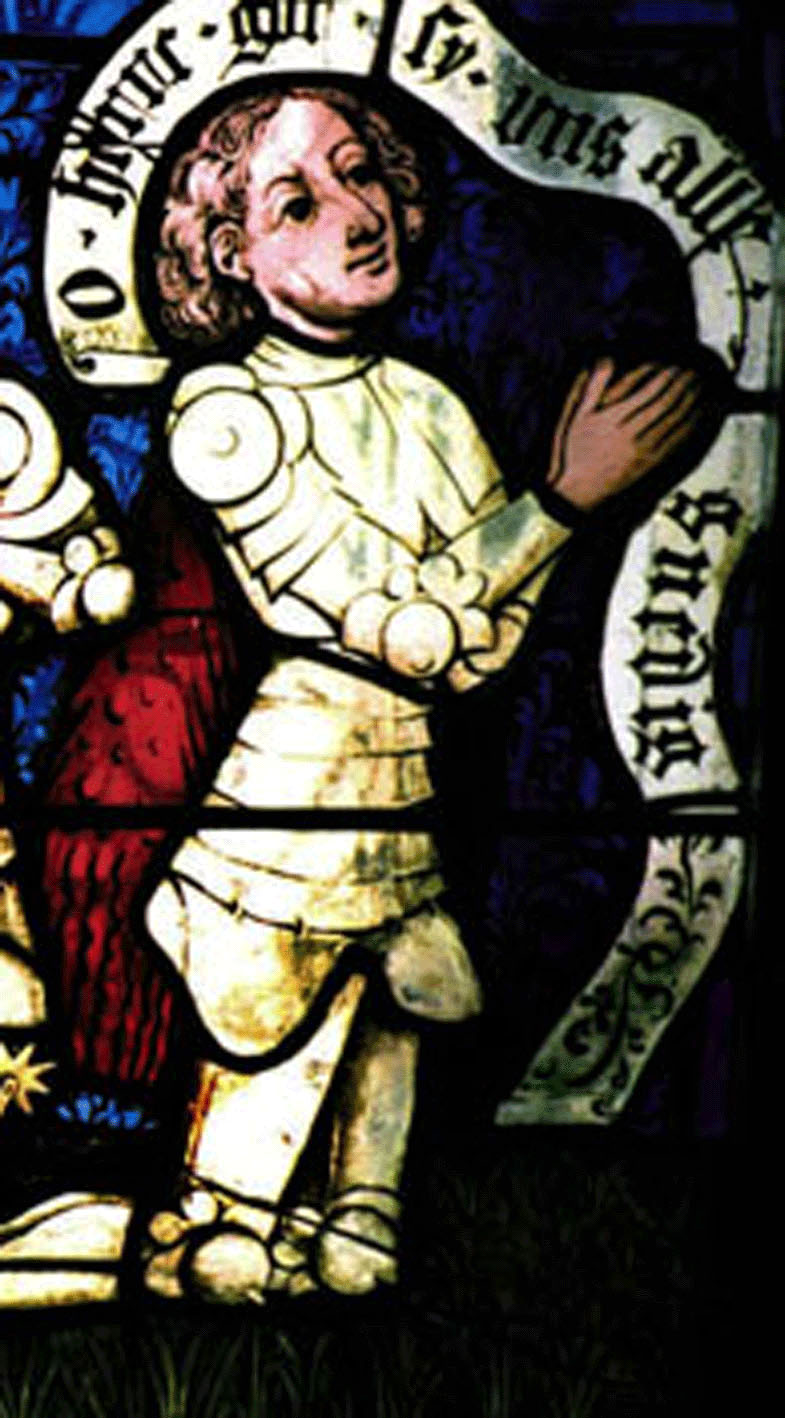
Cuno von Pyrmont und von Ehrenberg, 1446. Detailansicht aus ehem. Fenster der Karmeliterkirche Boppard am Rhein
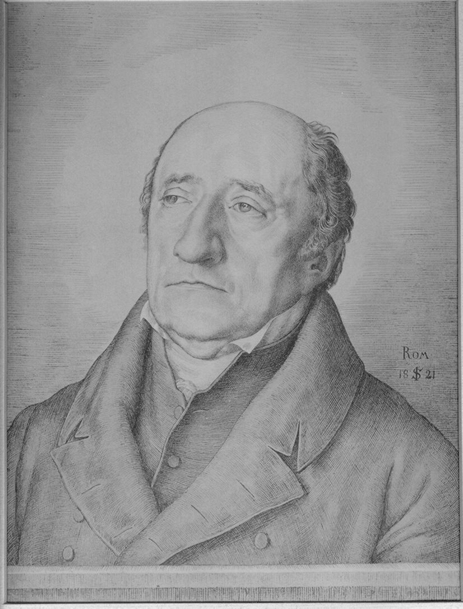
Reichsfreiherr vom Stein 1821 von Julius Schnorr von Carolsfeld
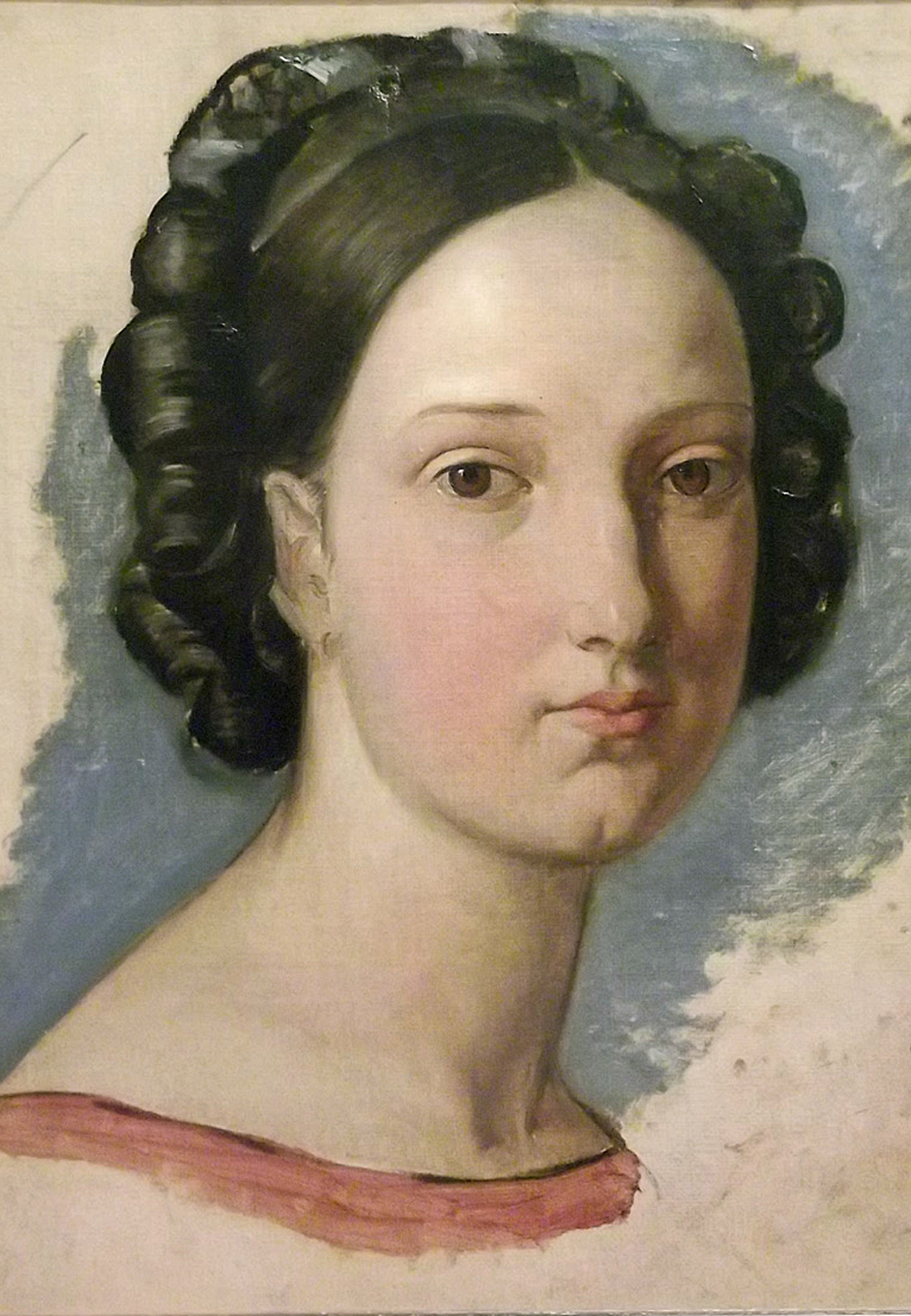
Therese vom Stein 1820 von Philipp Veit. Sie erbte als verehelichte Gräfin von Kielmannsegg die Ehrenburg nach dem Tod ihres Vaters 1831

## Wappen eines Ritters der Ehrenburg
Die Geschlechter von Ehrenberg und später von Pyrmont waren, als Lehensmänner der rheinischen Pfalzgrafen, über mehrere Generationen die reichsritterlichen Herren der Ehrenburg. Ende des 14. Jahrhunderts heiratete ein Cuno von Pyrmont die Enkelin des letzten Herrn von Ehrenberg und fügte seinem Wappen mit dem schrägen Zackenbalken das der Ehrenberger mit dem Schrägbalken und den eingestreuten Tatzenkreuzen hinzu.

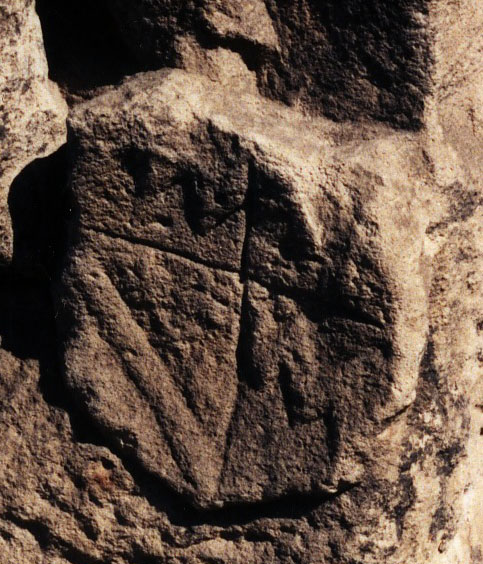
Wappen des Cuno von Pyrmont und von Ehrenberg. Detail aus einem spätgotischen Sandstein-Votivkreuz von 1446 in Brodenbach
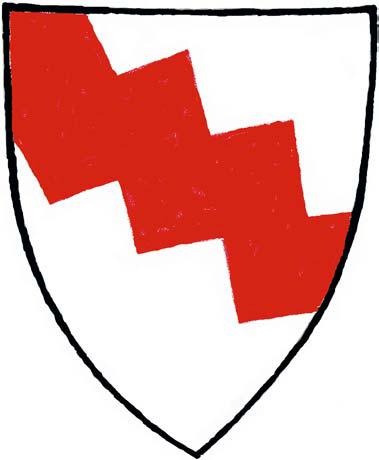
Wappenbild des adligen Geschlechts von Pyrmont von der gleichnamigen Burg im Elztal. Im Votivkreuz-Wappen Geviert 1 und 4
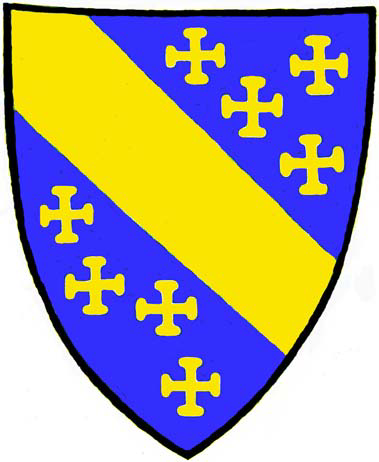
Wappenbild des adligen Geschlechts von Ehrenberg, die vermutlich die Ehrenburg Anfang des 12. Jhs. erbaut hatten. Im Votivkreuz-Wappen Geviert 2 und 3
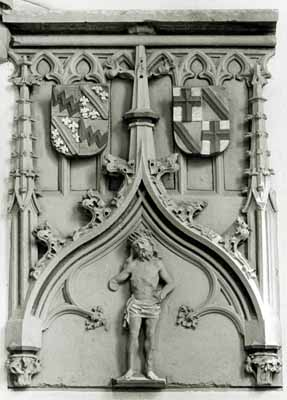
Wappen Pyrmont-Ehrenberg (links) und Johann II. von Baden, Bischof von Trier (rechts) Mitte des 15. Jhs. Im Chor der ehem. Ortskirche St. Katharina von Treis a.d. Mosel

## Anlage

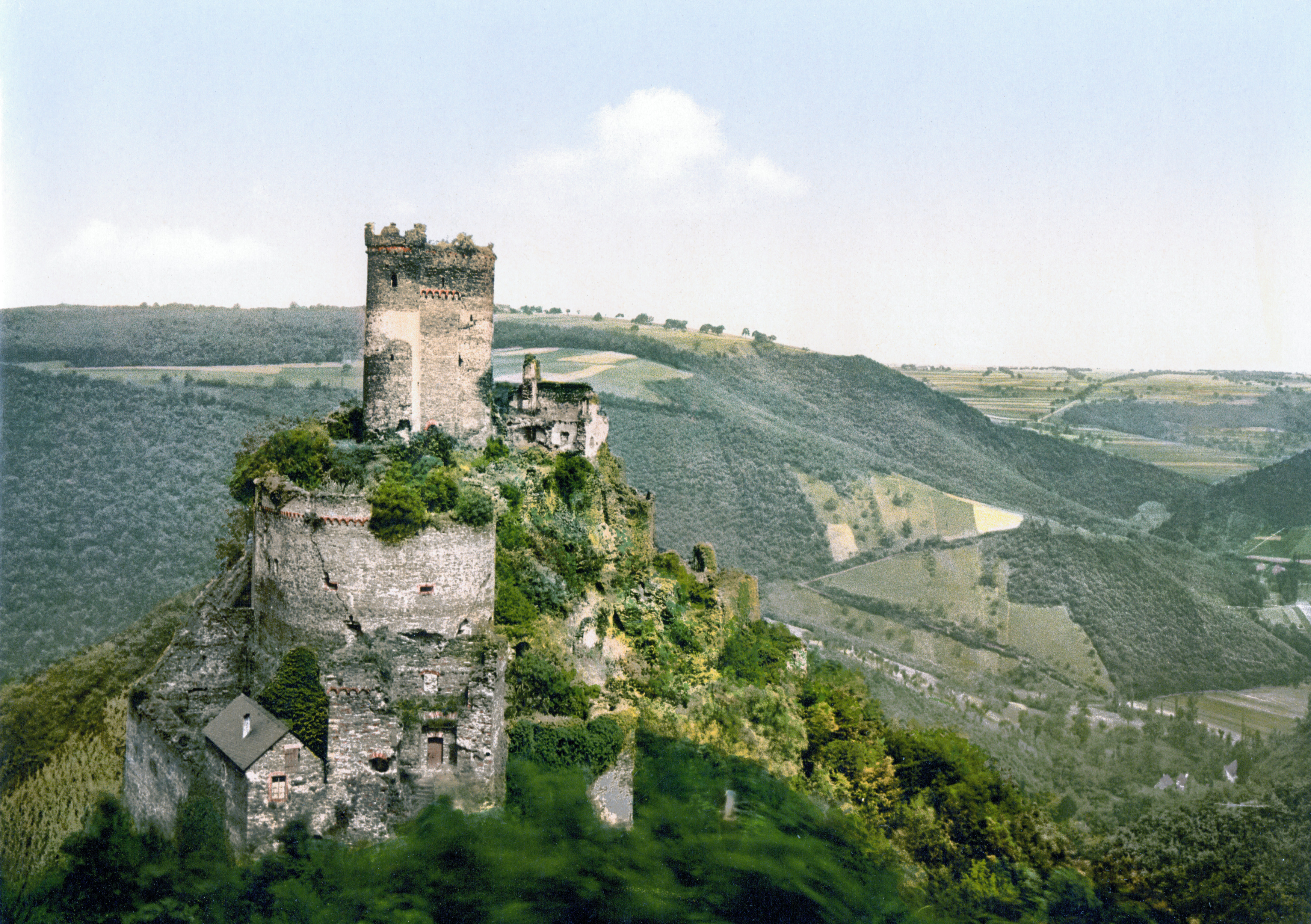
Historische Ansicht der Ehrenburg, ca. 1890–1900

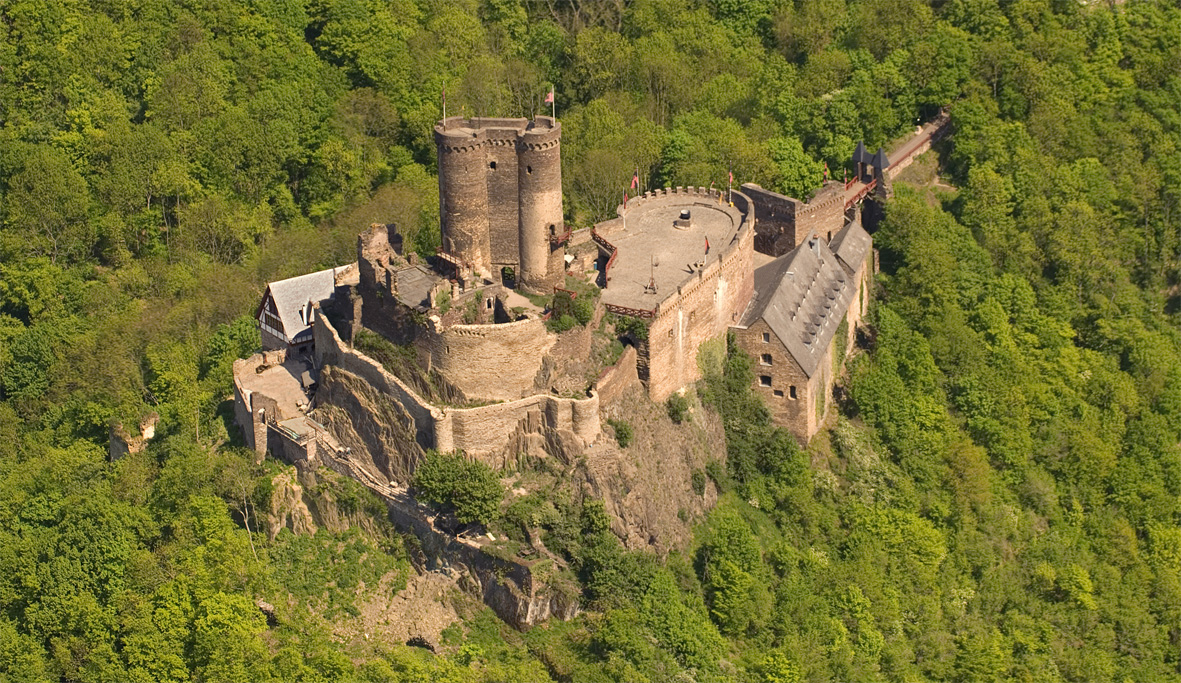
Die Ehrenburg aus einer südwestlichen Vogelperspektive. Foto Manfred Obersteiner 2006

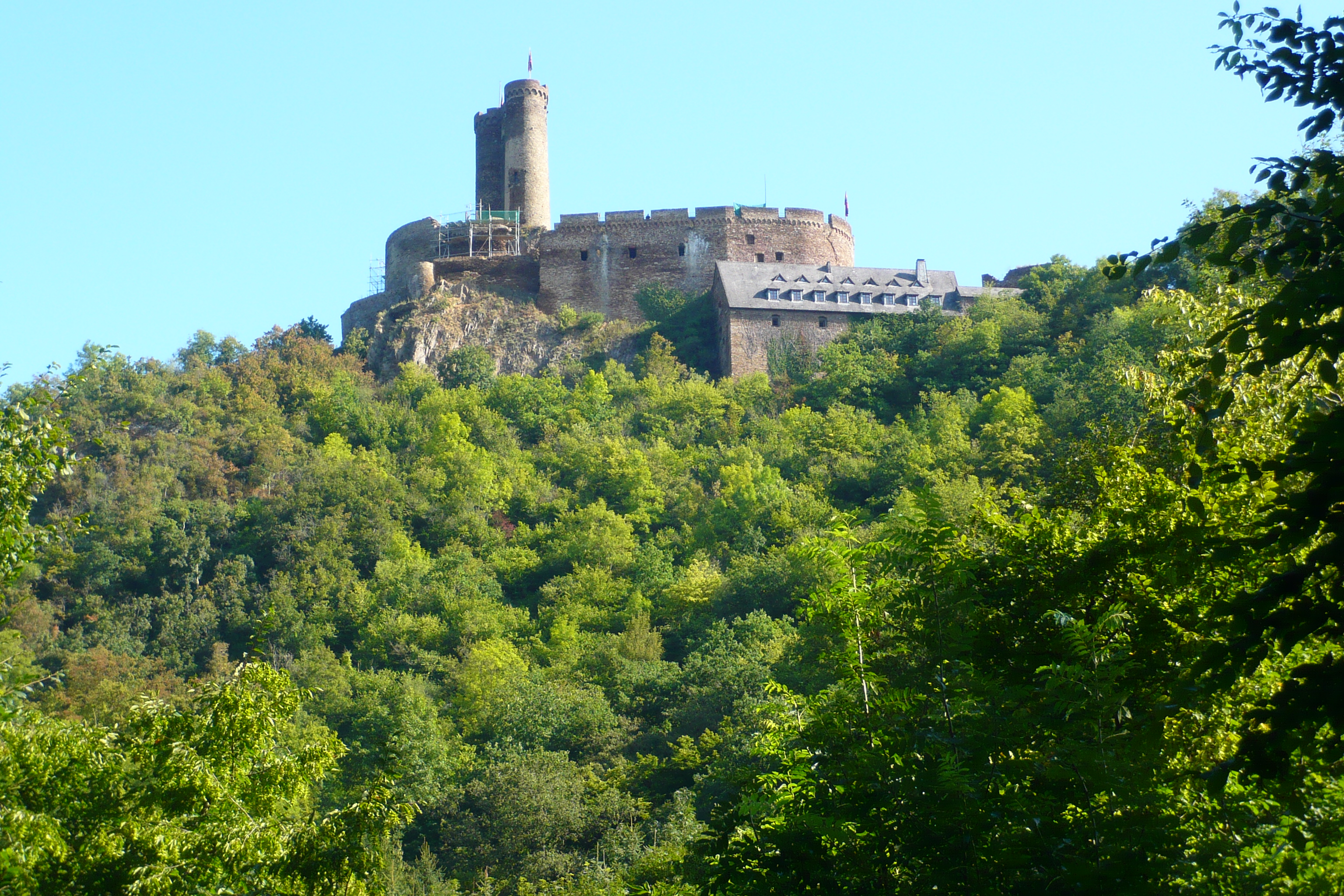
Die Ehrenburg im August 2009. Südliche Ansicht aus dem Ehrbachtal.

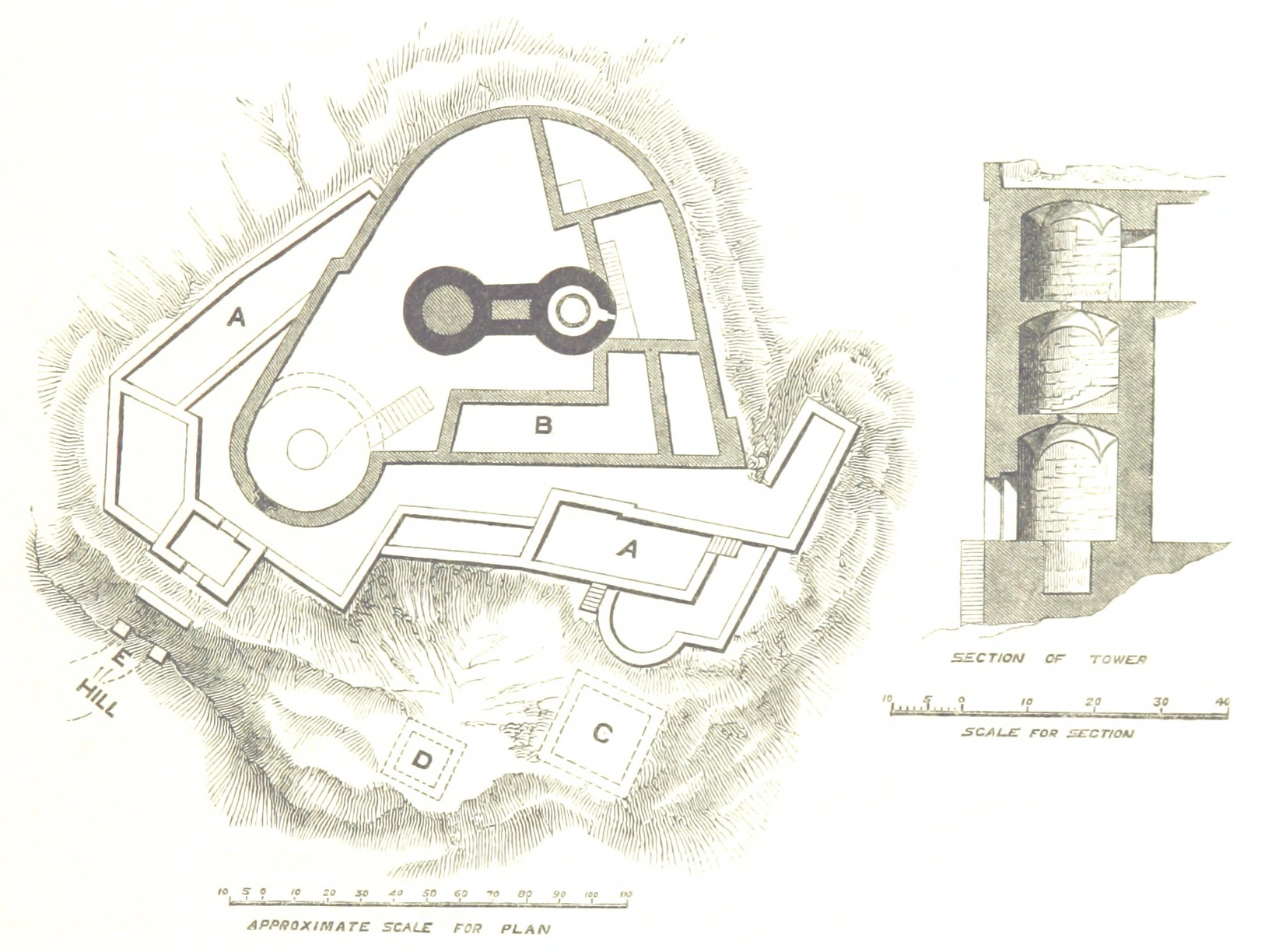
Ehrenburg (Brodenbach) – Grundriss

### Pfortenturm (Vorburg)
Die Brücke, die sich über einen künstlich angelegten Graben spannt, führt durch den noch zur Hälfte stehenden, zweigeschossigen Pfortenturm in die Vorburg. Der Halsgraben trennt den Felssporn, der die Burg trägt, vom Hauptfelsmassiv und schützt den Torturm, der ins Innere der Burg führt.

### Burghof (Vorburg)
Die angrenzenden Gebäude an der Nordseite des Burghofes hießen Egilshaus und Eymutshaus. Sie wurden im 14. Jahrhundert im Verlauf einer Fehde mit den Koblenzern zerstört. Das Backhaus und die Burgtöpferei grenzen heutzutage an den Burghof, ebenso wie der Rittersaal im ehemaligen Marstall der Burg.

### Zwinger und Bresche
Im unteren Zwinger öffnete sich bis in das Jahr 2010 eine große Bresche in der Ringmauer. Dieser Burgbering umgibt die Burg in einer Gesamtlänge von über 300 Metern. Im Zwinger standen früher Wirtschaftsgebäude, Werkstätten und Stallungen, die im Pfälzischen Erbfolgekrieg der Sprengung zum Opfer fielen. In der Bresche befand sich bis dato ein Belagerungs-Szenario mit Rammen, Kranen und einem großen Belagerungsturm. Diese Bauten wurden 2004 von Mitgliedern des Freundeskreises der Ehrenburg e. V. erstellt und gestaltet. Die Bresche wurde im Zuge der Erweiterung des Burghotels geschlossen. Ein zweigeschossiges Gebäude beherbergt heutzutage acht Hotelzimmer. Der Felsboden des Zwingers ist mittlerweile mit Natursteinplatten überdeckt und erweitert den Platz zu einer großen Terrasse für die gastronomische Nutzung. Ebenso befindet sich eine kleine Schmiede im Zwinger.

### Vogtei
Dieser Bereich wird von dem Burghotel als Ferienappartement genutzt. Die noch erhaltenen Grundmauern der ursprünglichen Gebäude wurden in den letzten Jahren ergänzt. Im Untergeschoss befindet sich heutzutage die in den Felsen hinein gebaute Hotelsauna.

### Bastionsturm: Rampe, Brustwehr, Kasematte und Plateau
Der zu Beginn des 16. Jahrhunderts erbaute Bastions- oder Rampenturm ist mit seinen bis zu viereinhalb Meter dicken Mauern ein einzigartiges Festungsbauwerk der Renaissance. Spiralförmig windet sich in seinem Inneren die Rampe zum Turm-Plateau hinauf. An den Schießscharten standen früher die Kanonen zur Verteidigung der Burg. Im Kern des Turmes befindet sich ein großer Kaminschacht. Spezielle Öffnungen sorgten dafür, dass der gewaltige Pulverqualm der Geschütze abziehen konnte. Eine Brustwehr in der oberen Windung war als weitere Sicherung eingebaut: Wer über die Rampe hinauf wollte, musste an den bereitstehenden Wachsoldaten vorbei.

### Palas und Gewölbe (Oberburg)
Der Palas war das Wohn- und Repräsentationsgebäude der Ritter von Ehrenberg. Dieser älteste Bereich der Burg wurde um die Mitte des 12. Jahrhunderts errichtet. Später entstanden eine zweigeschossige Burgkapelle, der Bergfried und weitere Räumlichkeiten. Unter dem Palas liegen die Gewölbe der Oberburg auf zwei Ebenen. Diese Gewölbe, die teilweise in den Fels geschlagen wurden, dienten als Lagerraum und Weinkeller.

### Bergfried (Oberburg)
Rund 20 Meter hoch überragt der vermutlich Mitte des 14. Jahrhunderts erbaute zweitürmige Bergfried das Plateau der Ehrenburg. Nach neuesten Forschungen wurden beide Türme in unterschiedlichen Phasen erbaut. Eine Erklärung für den fast zeitgleichen Bau von zwei Türmen ist bisher nicht gefunden. Sicher dienten sie neben ihrer Wehrfunktion auch der Vorratshaltung. Da sich bis in die 1370er Jahre zwei Familien Ehrenberg die Burgmannenschaft teilten, könnte der Bau von zwei Türmen damit erklärt werden. Möglicherweise war es auch die unübersehbare Machtdemonstration zweier Burgherrschaften, dem Rheinischen Pfalzgrafen, dem Bischof von Trier und/oder den Herren von Ehrenberg, ähnlich einer Situation wie auf Burg Thurant über Alken. Die Wachstuben mit eigenen Feuerstellen und Rauchabzug im Innern des Turmes weisen auf die ehemalige Nutzung hin: Hier hielten die Türmer Ausschau in alle Richtungen. Im etwas schlankeren südlichen Turm befand sich ein Verlies, das nur durch ein Angstloch in der Wächterkammer zugänglich war. Dieser Doppelturm sollte natürlich auch die letzte Zuflucht der Ehrenberger bei einer feindlichen Erstürmung sein.
Der Doppelturm ist heute als Aussichtsturm zugänglich. Vom Plateau oberhalb des Bastionsturms führt ein Durchgang in der Schildmauer des Bergfrieds zu dessen Westseite. Von hier gelangt man über eine 15-stufige Steintreppe hinauf zum ehemaligen Palas neben dem nördlichen Turm, dessen Hocheingang über eine seitlich am Turm angebrachte Außentreppe zugänglich ist. Im Innern führt eine Wendeltreppe hinauf zur Aussichtsplattform, die sich über beide Turmteile erstreckt. Der Austritt auf die Plattform ist durch einen Holzüberbau vor Wetter geschützt.

### Marstall (Vorburg)
In dem ehemaligen Marstall wurden in der Ritterzeit die Pferde untergebracht. In seiner Ruine begann Graf von Kanitz 1967 mit dem Bau eines gastronomischen Betriebs, dem heutigen Rittersaal und fünf darunter liegenden Hotelzimmer der Ehrenburg. An den Marstall Richtung Süd-Ost angeschlossen befindet sich die Wächterstube.

## Bilder der Burg

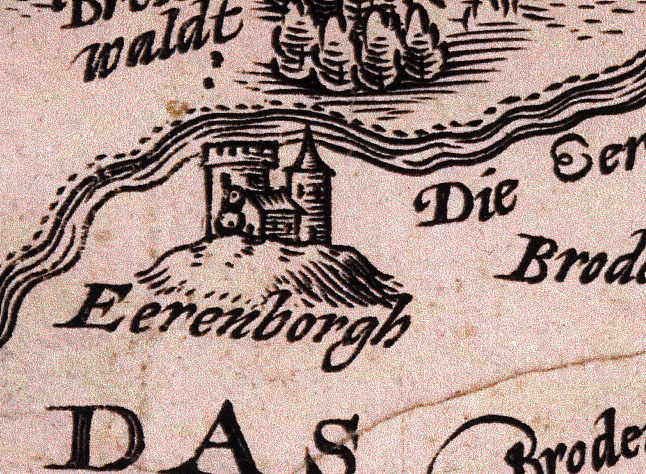
1. Detail aus einer Landkarte von Arnold Mercator (geb. 1537). Kupferplatte um 1600
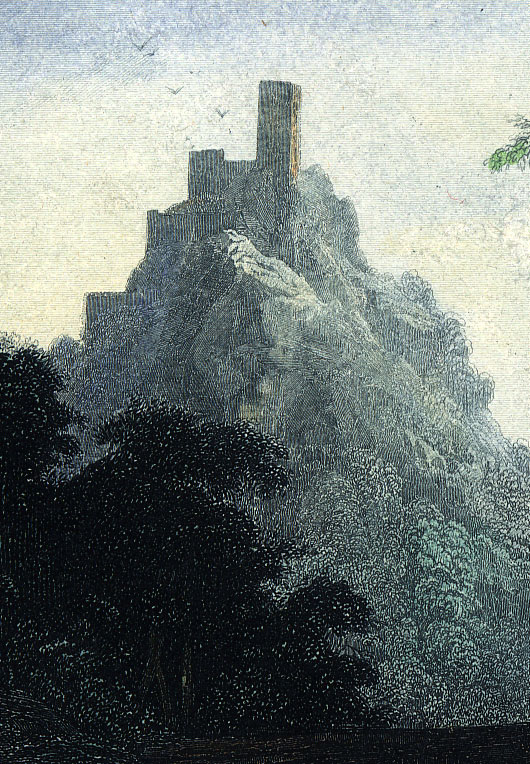
2. Detail aus einem kolorierten Kupferstich von Theodor Verhas (1811–1872). Um 1830
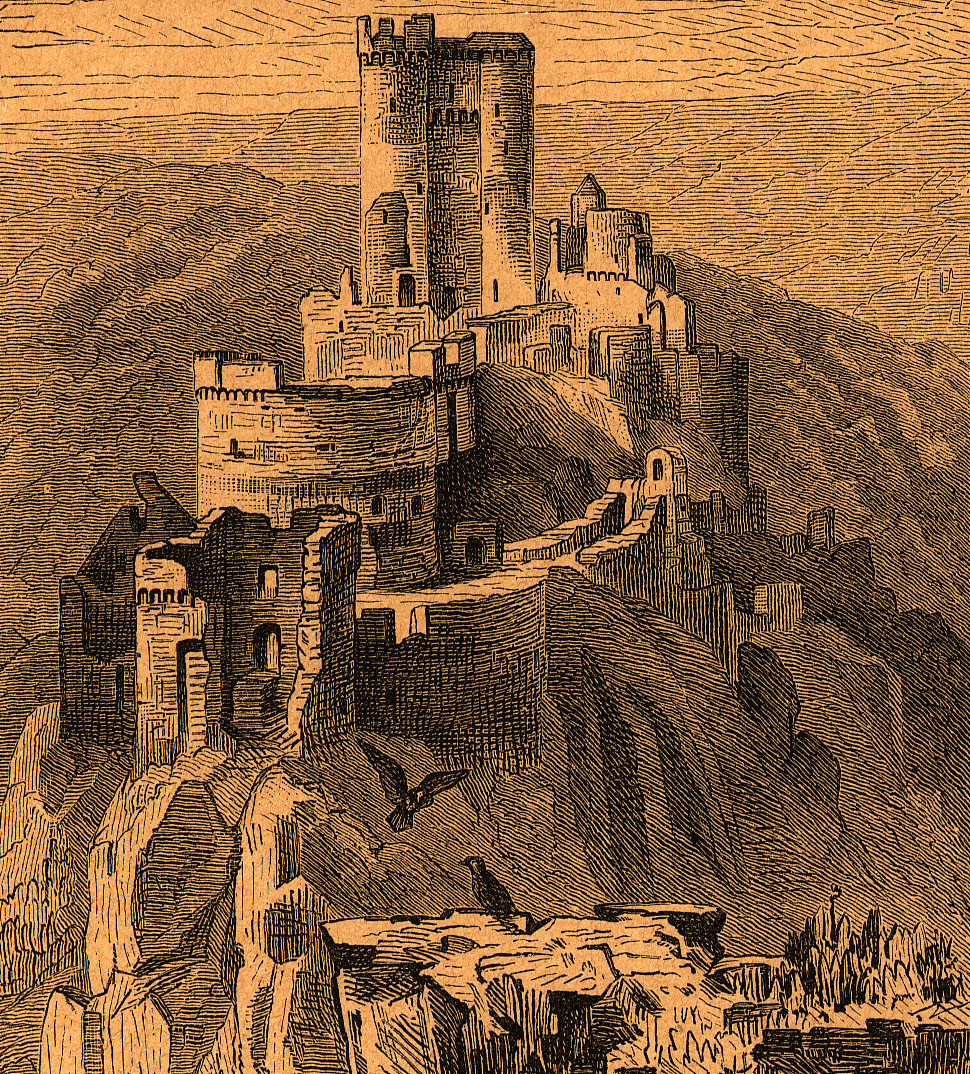
3. Detail aus einem Holzschnitt „Moselbilder“ von Rudolf Cronau (1855–1939).
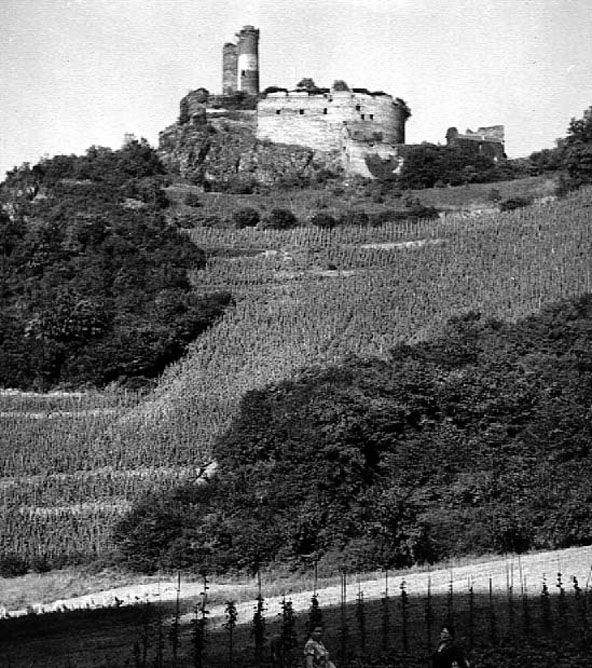
4. Foto-Ansicht aus Südwesten vor Beginn von Restaurierungen in den 1960er Jahren

Zu Abbildung 1.: Eine der ältesten Abbildungen der Ehrenburg zeigt sich auf einer Landkarte des „Unteren Erzstiftes Trier“, in Kupfer gestochen von Arnold Mercator Ende des 16. Jahrhunderts für den Kurfürsten Lothar von Metternich von Trier. 1689 gedruckt und herausgegeben von Nicolaus Person. Eine realistische Abbildung der Burg war nicht beabsichtigt. Die Darstellung mit Turm und Mauern sollte nur ein Zeichen für eine der vielen, befestigten Anlagen im kurfürstlichen Territorium sein.
Zu Abb. 2.: Ein Kupferstich aus dem frühen 19. Jahrhundert steht für viele Burgabbildungen, die die Reisebeschreibungen der Rhein- und Moselromantik illustrierten. So wie seine Zeitgenossen Karl Bodmer oder G. Arnould wollte auch Theodor Verhas, vermutlich nach flüchtiger Skizze oder Erzählung, die Ehrenburg als romantische, trutzig-stolze Ruine zeigen. Die Burg selbst hatte er wohl nur aus der Ferne gesehen. So wurde bei der Endfertigung des Bildes im heimischen Atelier aus dem markanten Doppelturm ein hochragender, eckiger Bergfried.
Zu Abb. 3.: In dramatisch-düsterem Verfall, aber doch sehr wirklichkeitsnah, zeigte Rudolf Cronauer die Burg zur Illustration einer Moselreisebeschreibung des späten 19. Jahrhunderts.
Zu Abb. 4.: Ein Foto aus den 1950er Jahren zeigt gut erkennbar die Aufteilung der Burg in frühe Oberburg aus dem 12.–14. Jahrhundert (links) und Rampenturm (rechts) vom Ende des 15. Jahrhunderts. Der heutige Marstall mit Hotel ist noch Ruine. Zinnen von Rampenturm und Bergfried sind verfallen und von Büschen und Sträuchern überwachsen. Der bereits um 1500 erwähnte „Weinberg im Burgfrieden“ wurde Ende der 1950er Jahre aufgegeben.

## Wanderweg
Unterhalb der Ehrenburg im Ehrbachtal führt eine ca. 16 km lange Wanderstrecke von Brodenbach nach Emmelshausen.

„Der Schwierigkeitsgrad ist gering, die Durchquerung der Ehrbachklamm erfordert kurzzeitig einige anspruchslose Kletterkünste.“